# Token Homemate Cup
Token Homemate Cup (japanska: 東建ホームメイトカップ, romaji: Tōken hōmumeito kappu) är en professionell golftävling på den japanska golftouren. Tävlingen har spelats årligen sedan 1989 och är vanligen den första tävlingen på säsongen. Lägsta vinnarresultatet är -21 under par (267 slag), vilket gjordes av Wayne Perske 2006. Tävlingen spelas på golfbanan Token Tado Country Club i staden Kuwana väster om Nagoya och är 6474 meter med par 71.

## Arrangörer
| År                   | Golfbana                       | Stad                                  |
| -------------------- | ------------------------------ | ------------------------------------- |
| 2001, 2003–05, 2007– | Token Tado Country Club Nagoya | Kuwana                                |
| 2006                 | Token Shuga Country Club       | Kani                                  |
| 1993–2000, 2002      | Kedōin Golf Club               | Kedōin, Kagoshima (now Satsumasendai) |
| 1991–92              | Hibiscus Golf Club             | Sadowara, Miyazaki                    |
| 1990                 | Miyazaki Kokusai Golf Club     | Sadowara, Miyazaki                    |

## Vinnare
| År                           | Spelare            | Nationalitet       | Resultat           | Mot par            |
| Token Homemate Cup           | Token Homemate Cup | Token Homemate Cup | Token Homemate Cup | Token Homemate Cup |
| ---------------------------- | ------------------ | ------------------ | ------------------ | ------------------ |
| 2017                         | Liang Wenchong     | Kina               | 268                | −16                |
| 2016                         | Kim Kyung-tae      | Sydkorea           | 271                | −13                |
| 2015                         | Michael Hendry     | Nya Zeeland        | 269                | −15                |
| 2014                         | Yūsaku Miyazato    | Japan              | 270                | −14                |
| 2013                         | Yoshinobu Tsukada  | Japan              | 275                | −9                 |
| 2012                         | Brendan Jones      | Australien         | 269                | −15                |
| 2011                         | Tadahiro Takayama  | Japan              | 276                | −8                 |
| 2010                         | Koumei Oda         | Japan              | 283                | −1                 |
| 2009                         | Koumei Oda         | Japan              | 275                | −10                |
| 2008                         | Katsumasa Miyamoto | Japan              | 276                | −8                 |
| 2007                         | Yui Ueda           | Japan              | 276                | −8                 |
| 2006                         | Wayne Perske       | Japan              | 267                | −21                |
| 2005                         | Tadahiro Takayama  | Japan              | 205                | −8                 |
| 2004                         | Hiroyuki Fujita    | Japan              | 281                | −3                 |
| 2003                         | Andre Stolz        | Australien         | 278                | −6                 |
| Token Corporation Cup        |                    |                    |                    |                    |
| 2002                         | Toru Taniguchi     | Japan              | 272                | −16                |
| 2001                         | Shingo Katayama    | Japan              | 205                | −8                 |
| 2000                         | Nobuo Serizawa     | Japan              | 281                | −7                 |
| 1999                         | Masashi Ozaki      | Japan              | 273                | −15                |
| 1998                         | Hajime Meshiai     | Japan              | 272                | −16                |
| 1997                         | Masashi Ozaki      | Japan              | 269                | −19                |
| 1996                         | Yoshinori Kaneko   | Japan              | 275                | −13                |
| 1995                         | Todd Hamilton      | USA                | 281                | −7                 |
| Token Cup                    |                    |                    |                    |                    |
| 1994                         | Craig Warren       | Australien         | 208                | −8                 |
| 1993                         | Hajime Meshiai     | Japan              | 276                | −12                |
| Daiichi Cup                  |                    |                    |                    |                    |
| 1992                         | Chen Tze-ming      | Taiwan             | 277                | −11                |
| Daiichi Fudosan Cup          |                    |                    |                    |                    |
| 1991                         | Saburo Fujiki      | Japan              | 271                | −17                |
| KSB Open Daiichi Fudosan Cup |                    |                    |                    |                    |
| 1990                         | Brian Jones        | Australien         | 275                | −13                |